# Kathedraal van Westminster
De Kathedraal van Westminster (Engels: Westminster Cathedral - Officieel: "Roman Catholic Metropolitan Cathedral Dedicated To The Most Precious Blood Of Our Lord Jesus Christ") is de kathedrale kerk van de katholieke kerkprovincie Westminster en de zetel van het aartsbisdom Westminster. De kathedraal bevindt zich op het adres 42 Francis Street in de City of Westminster en is het grootste katholieke kerkgebouw van het Verenigd Koninkrijk.
De bouw van de kathedraal werd geïnitieerd door aartsbisschop Nicholas Wiseman (aartsbisschop van Westminster van 1850 tot 1865). Met de bouw van de kathedraal -een ontwerp van John Francis Bentley- werd begonnen in 1895. Het gebouw kwam gereed in 1903. De kerk is in Pseudo-Byzantijnse stijl opgetrokken, met vier achter elkaar geplaatste koepels boven de middenbeuk en een vrijstaande klokkentoren. Voor wat betreft het interieur vallen vooral de mozaïeken op, die evenwel nog steeds niet voltooid zijn.
In de kathedraal is een aantal aartsbisschoppen van Westminster begraven, onder wie John Carmel Heenan en Basil Hume.

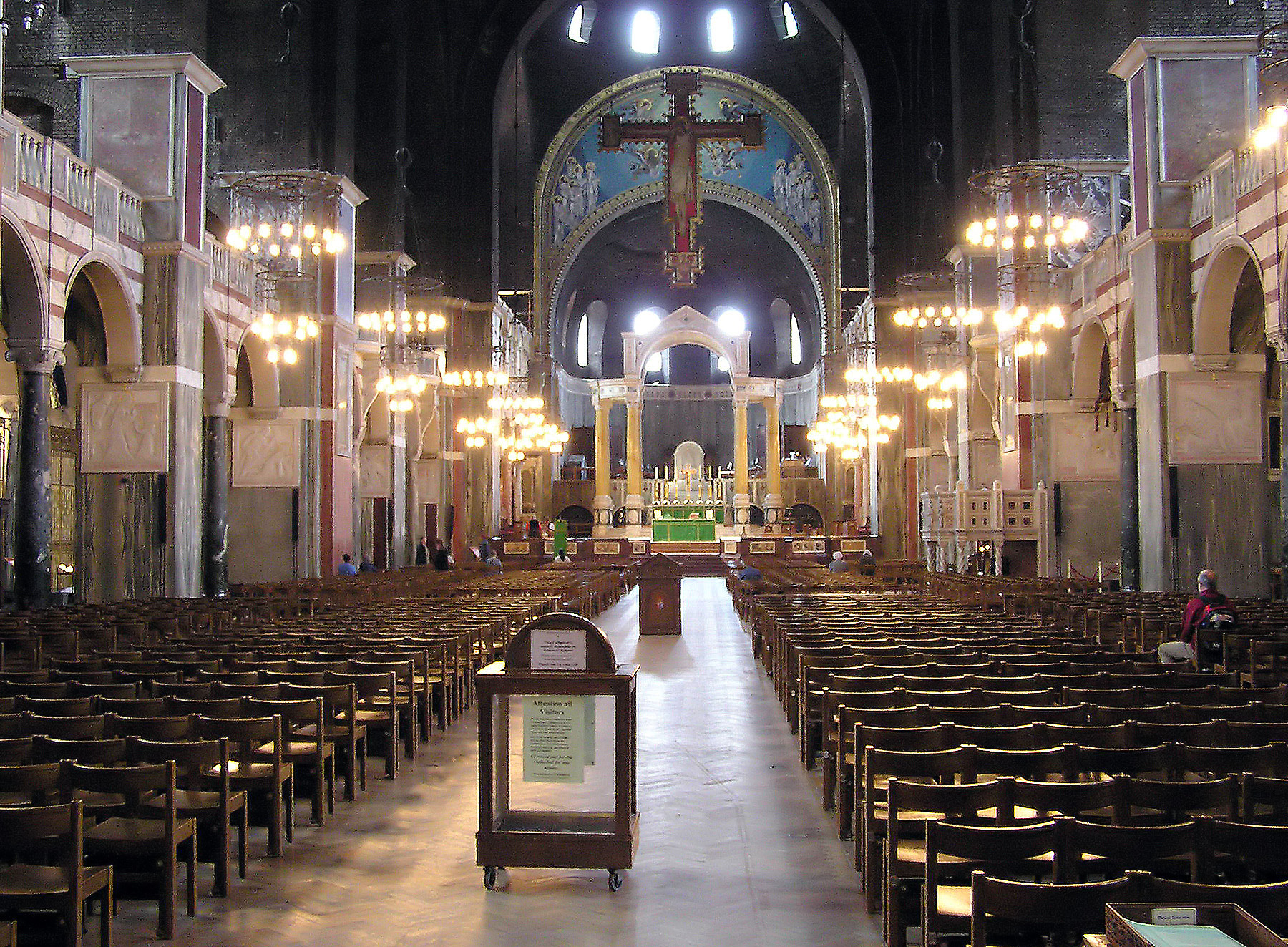
Interieur
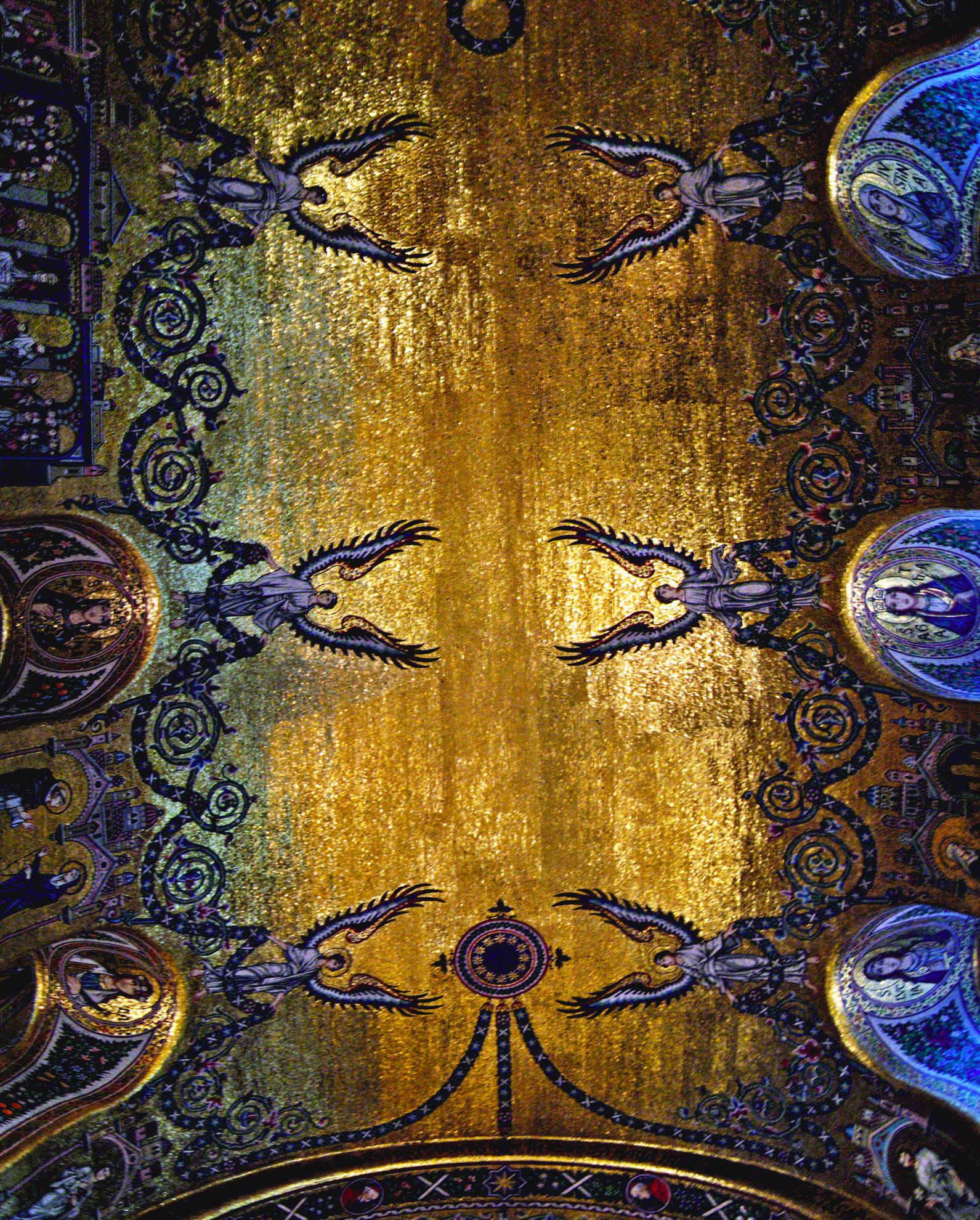
Plafond
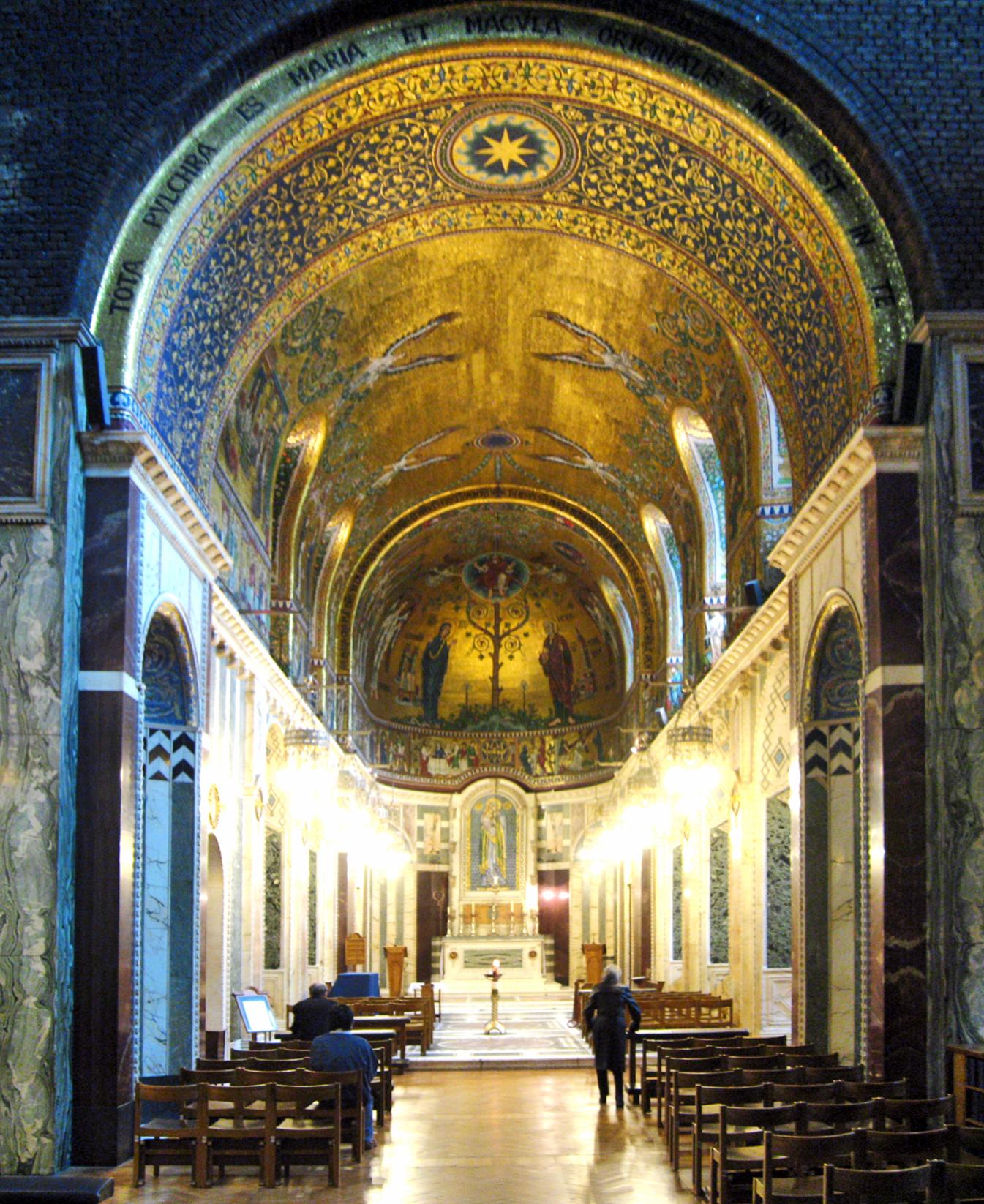
Lady Chapel
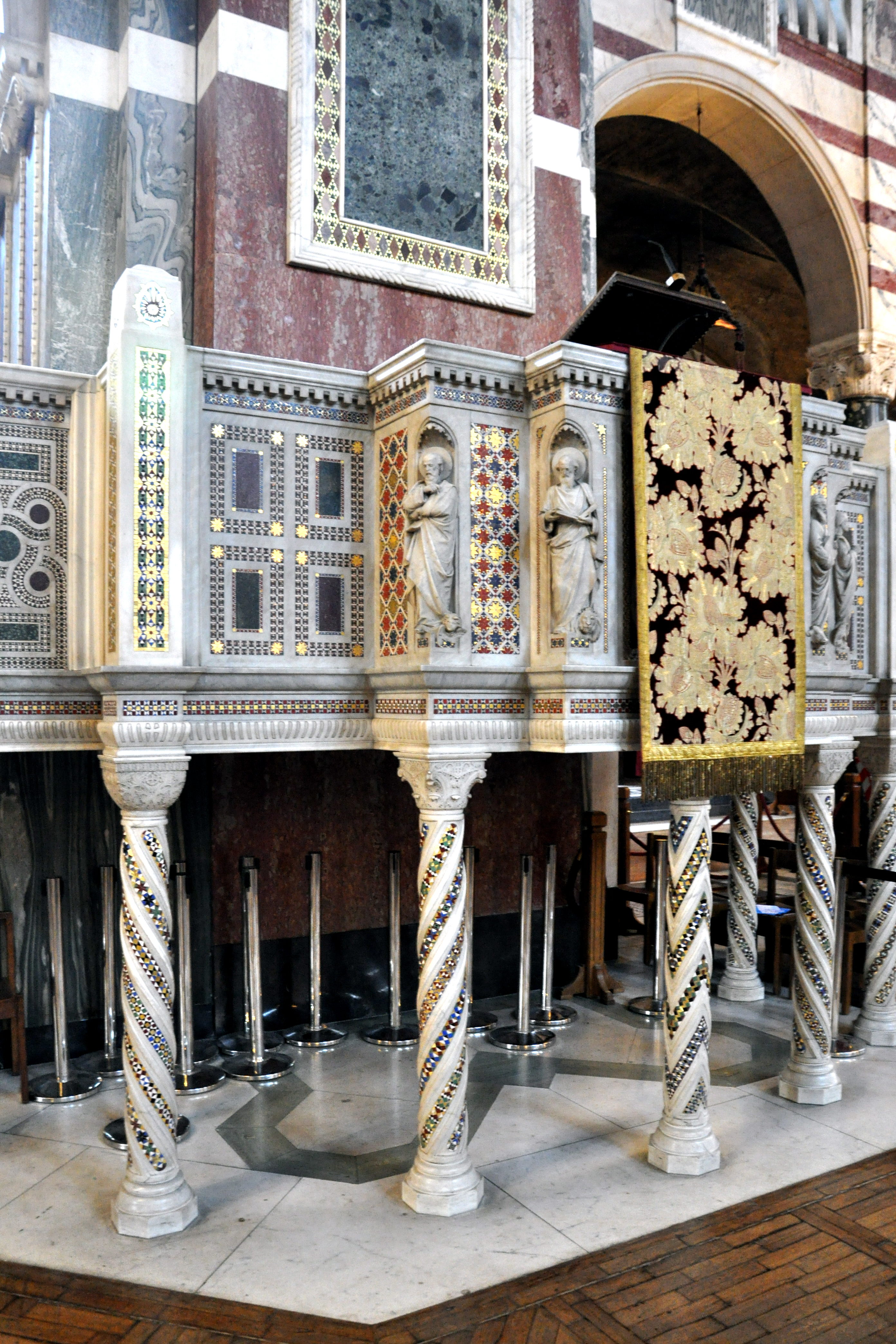
Preekstoel
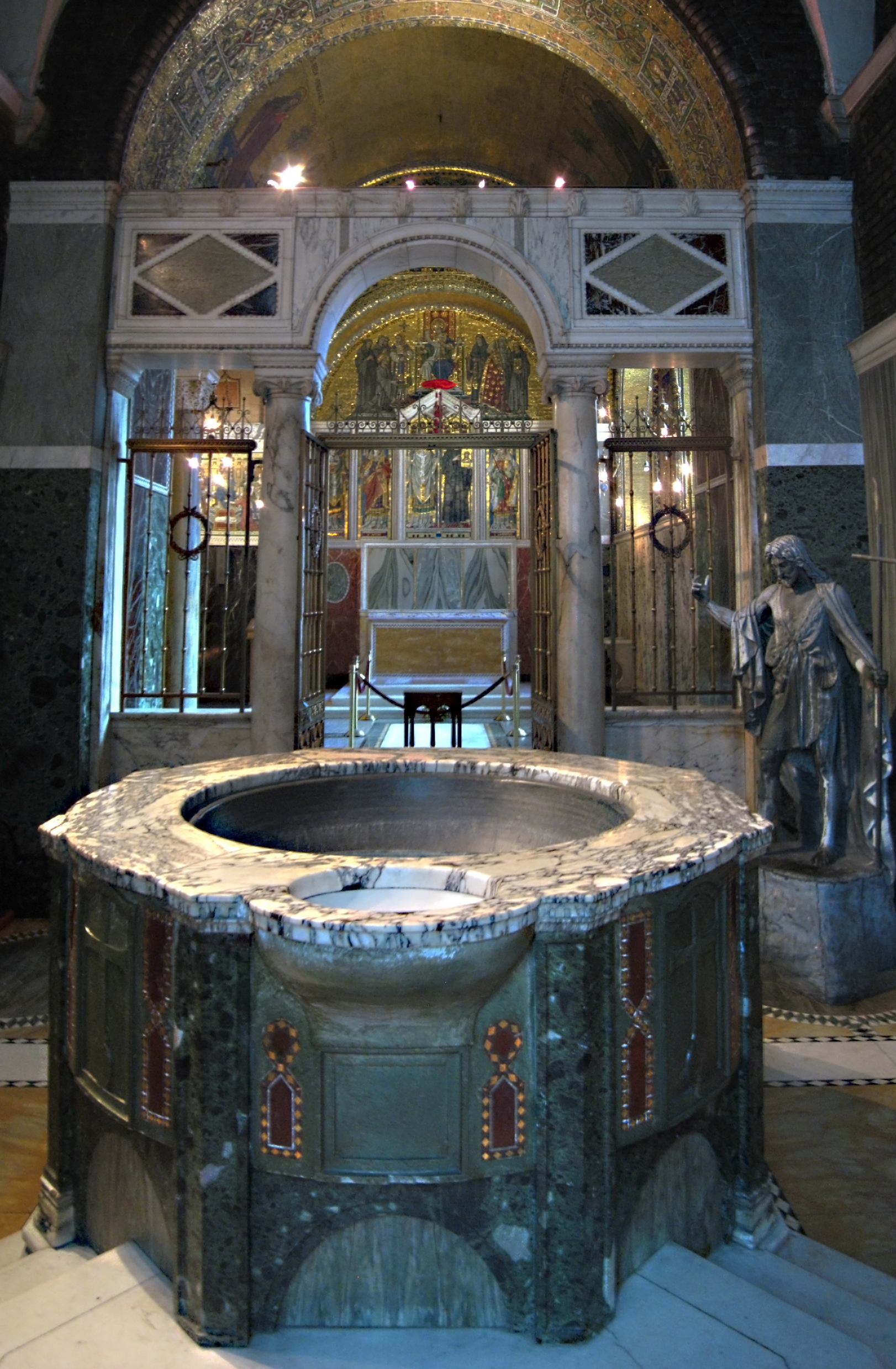
Doopkapel